# Bertil Bull Hedlund

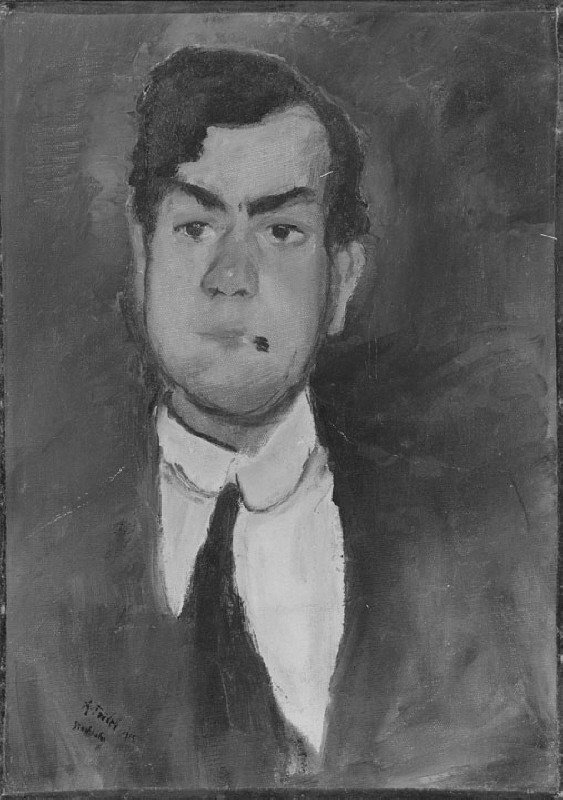
Bertil Bull-Hedlund 1915 - olja på pannå av Axel Fridell

Bertil Adolf Bull Hedlund, född den 9 april 1893 i Falun, död 29 december 1950 i Stockholm, var en svensk konstnär och grafiker. Han var far till Jan-Henrik Hedlund.
Tillnamnet "Bull" tillkom redan under skoltiden, då han var "undersätsig och påminde om en ungtjur". Redan i sina tidigare verk använde han sig av "Bull", men då sist i namnet - "Bertil Hedlund-Bull". Senare, när han på allvar tog upp sin grafiska produktion, ändrades ordningen till den som är känd idag.
Hedlund var elev vid Tekniska skolan under åren 1911-1913 och 1914-1916 vid Konstakademien. 1917 studerade han vid Axel Tallbergs etningsskola. Han företog studieresor till Paris, Köpenhamn, Dresden och Berlin.
Bertil "Bull" Hedlund ägnade sig först åt skulptur men övergick sedan till måleri och grafik. Perioden 1917–1919 skapade han en serie torrnålsgravyrer och etsningar. Han influerades mycket av Félicien Rops, Henri de Toulouse-Lautrec och vännen Axel Fridell. Motiven är ofta samtidsskildringar i impressionistisk stil, vid sidan av samhällssatiriska motiv. 1918–1924 vistades Hedlund mestadels utomlands och målade då främst oljemålningar. Först bodde han en tid i Köpenhamn, där han experimenterade med kubistiska målningar i André Lhotes stil och akvareller i Constantin Guys anda. Under fortsatta resor i Frankrike och Italien gled han alltmer över mot en mer naturalistisk stil och en av italienskt trecentomåleri influerad primitivism. Under hemresan genom Tyskland kom han att konfronteras med Otto Dix och George Grosz samhällskritiska konst. Sedan han återkommit till Sverige arbetade han 1923–1928 hos sin far körsnären Carl Adolf Hedlund i Falun och hans skapande inskränkte sig då främst till satiriska tillfällighetsteckningar. Sedan han 1929 återvänt till Stockholm arbetade han först som tidningtecknare, främst i tidskriften Fönstret. Samtidigt återupptog han måleriet, främst i form av historiska bilder i olja och gouache, som den raljerande Bilder ur Dalarnas historia (1930) och Pariskommunen (1931–1932). Under 1930-talet kom han att bli etablerad som bokillustratör, samtidigt som han fortsatte som grafisk konstnär.

## Grafisk produktion
Den grafiska produktionen kan enligt Lindgren delas upp i två perioder:
Åren 1914-1922 som domineras av torrnålsgravyrer med företrädesvis intima stämningsbilder. 
Åren 1933 och framåt som karaktäriseras av en mer frodig, och ibland burlesk berättarkonst. Tekniken är här ofta en blandning av torrnålsgravyr och etsning.
Han tecknade med förkärlek motiv från café, varietéer, cirkuslivet, sociala satirer, symboliska ämnen och historiska skildringar. Hans gastronomiska intressen är väl företrädda. Han utförde även bokomslag, bokillustrationer och exlibris. Till exempel utförde han illustrationer till Thaïs och Drottning Gåsfot av Anatole France samt illustrationer till samtida svenska författare som Johannes Edfelt, Gunnar Ekelöf med flera.
Ett välkänt blad av Bull Hedlund är Wienervals II (1937, Lindgren 96), där han låter unga kvinnor valsa runt med ålderstigna officerare. Något av det gamla Europas dödsdans. Ett annat typiskt blad är Rue de l'Ecole de Médecine (1938, Lindgren 114) som åskådliggör det något makabra skyltfönstret i en anatomisk butik vid Paris medicinska fakultet.
Lindgrens förteckning över de grafiska verken omfattar 155 nummer, men den är inte helt komplett.
Hedlund tillhörde grafikergruppen Falugrafikerna. Han är representerad i Dalarnas museum, Nationalmuseum, Uppsala universitetsbibliotek, Göteborgs museum, Moderna museet, Waldemarsudde, Norrköpings konstmuseum, Västerås konstmuseum, Kalmar konstmuseum och Helsingfors.

## Verk i urval

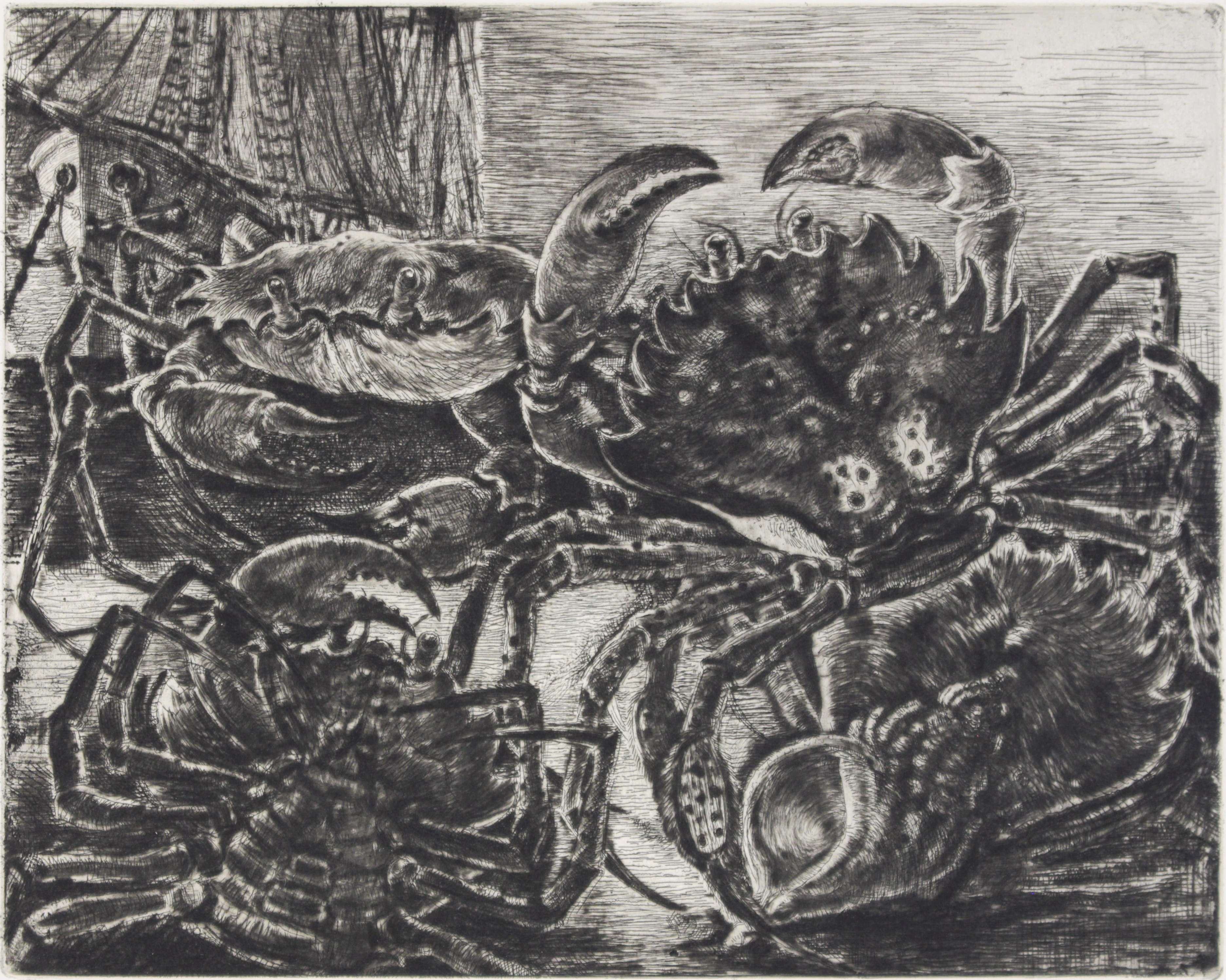
Krabbor, etsning, 1933.
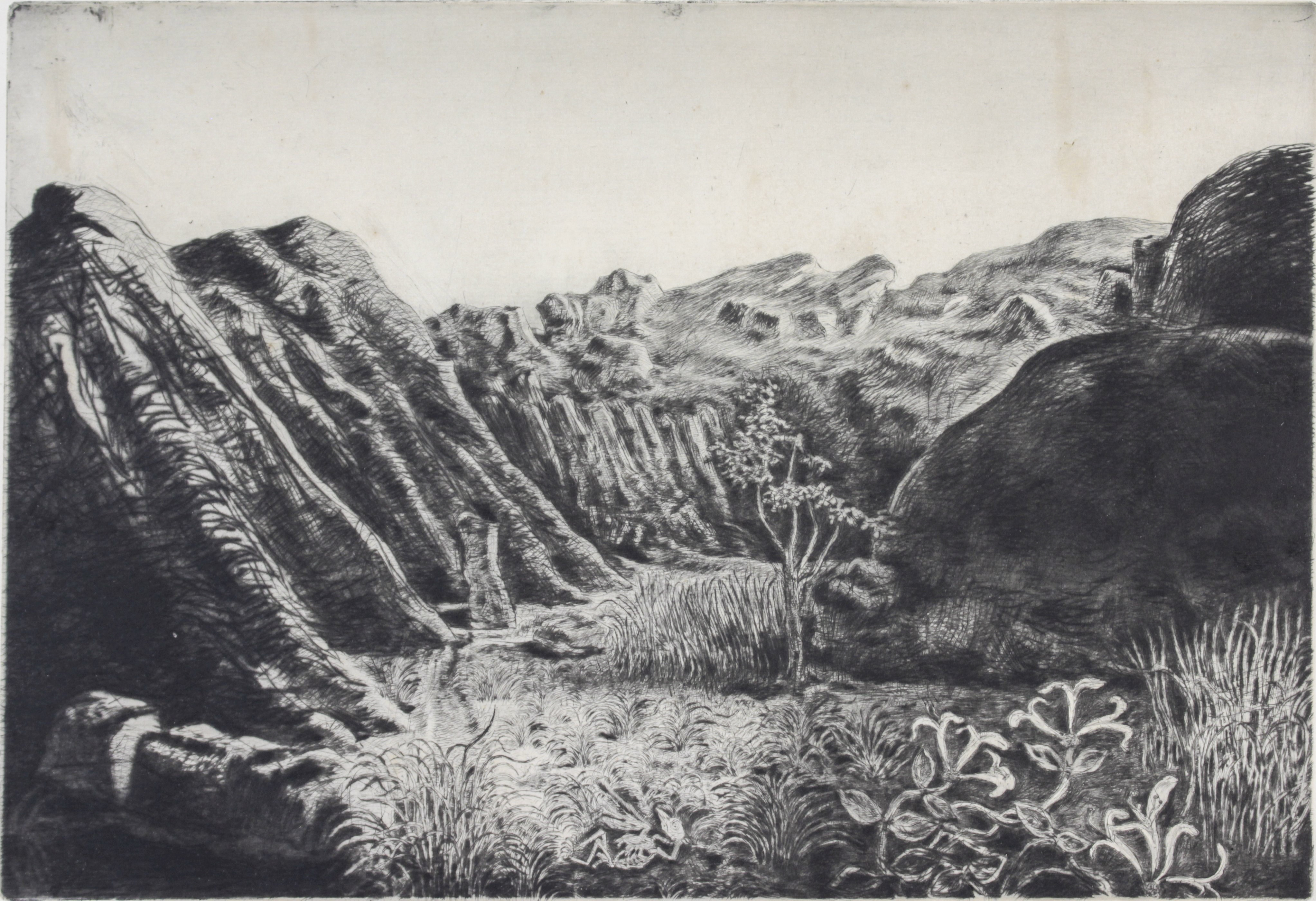
Västkustlandskap, etsning, 1935.
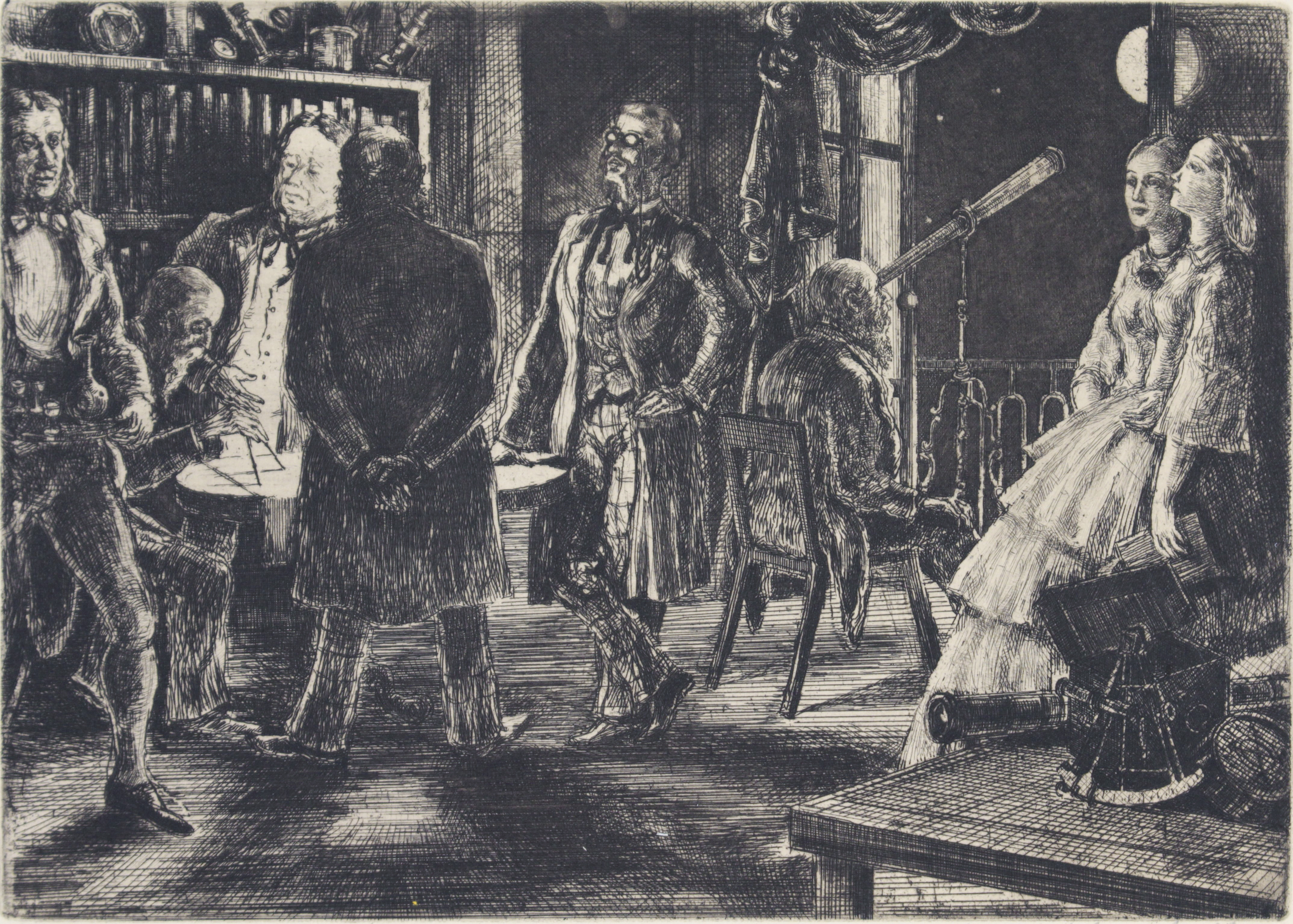
Etsning, 1935.
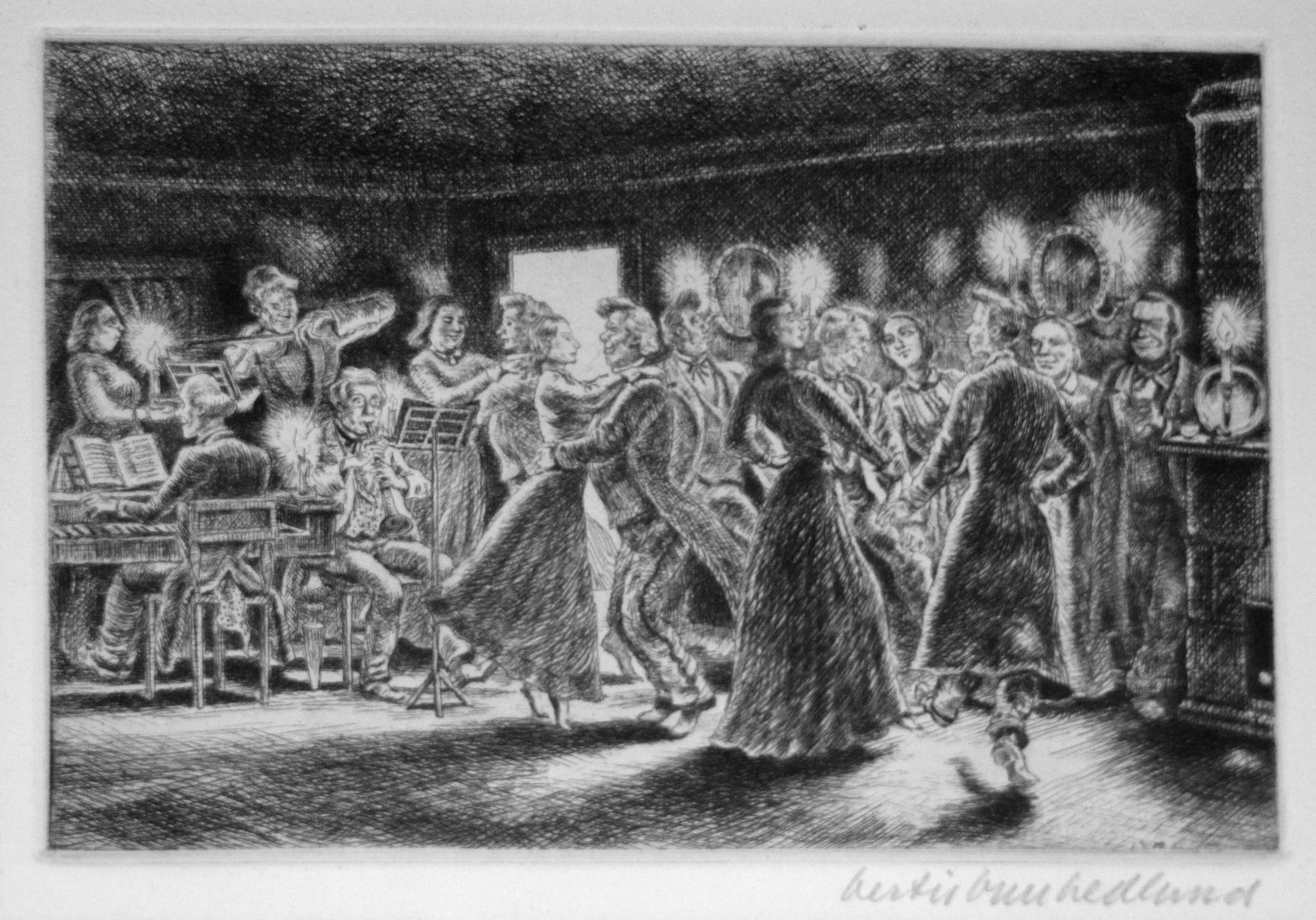
Bergslagsbal, 1938.
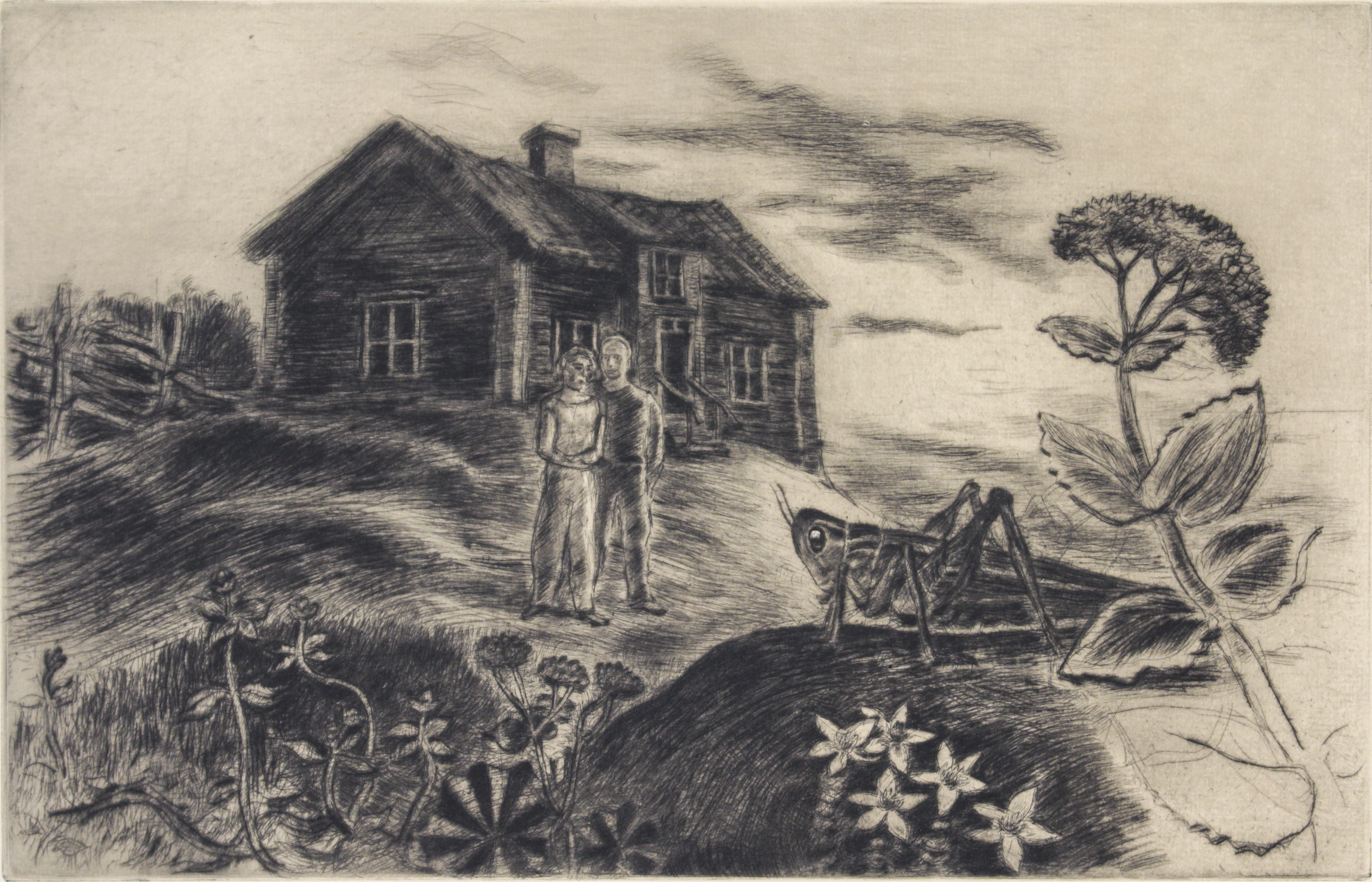
Sommarnatt, 1935.
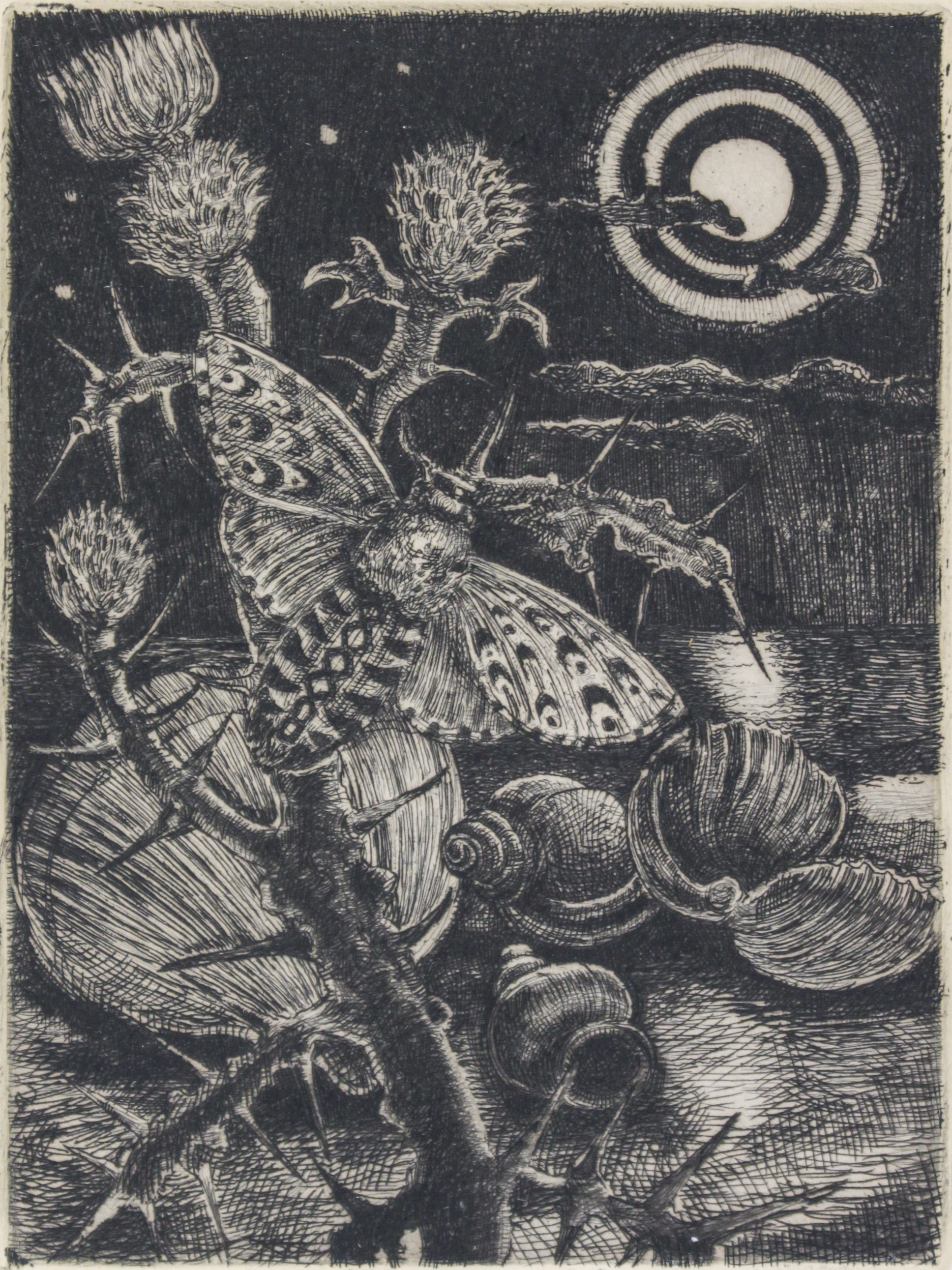
Snäckor och fjäril, etsning, 1935